# 北海道伊達開来高等学校
北海道伊達開来高等学校（ほっかいどうだてかいきこうとうがっこう、英称：Hokkaido Datekaiki High School）は、北海道伊達市にある北海道立高等学校。全日制課程の普通科のみの学校である。

## 概要
2021年に開校した北海道伊達市にある高等学校である。校名にある「開来」は「継往開来（けいおうかいらい）」から採られた。

### 教育目標
「情熱にあふれ　たくましく　しなやかに生きる人を育む」

## 沿革

### 略歴
北海道伊達開来高等学校は、北海道伊達高等学校と北海道伊達緑丘高等学校の再編統合校として開校した。

### 年表
- 2021年4月1日 - 開校

## 基礎データ

### 所在地
北海道伊達市竹原町44番地

### 通学区域
- 北海道
  - 室蘭市、登別市、伊達市、豊浦町、壮瞥町、洞爺湖町、長万部町

### アクセス
- JR北海道室蘭本線伊達紋別駅下車
  - 道南バス伊達駅前バス停より伊達開来高校バス停下車

### 象徴

#### 校章
- 校章は伊達高校出身の太田岳によって作成された[4]。

#### 校歌
- 校歌は前身校の伊達高等学校の校歌を引き続き使用している[5]。

#### 制服
- 冬服・夏服とも 男女：ブレザー

#### スクールカラー
伊達市は藍の生産が盛んであることから、当校は紺藍をスクールカラーと制定した。また、藍を濃く染めると伊達高校のスクールカラーであった鉄紺に、薄く染めると伊達緑丘高校のスクールカラーである緑色になることから両校の伝統を引き継いでいるとされる。

## 学校行事
- 4月 - 始業式・入学式・新入生歓迎会
- 7月 - 学校祭
- 9月 - 体育祭・生徒会選挙
- 10月 - オープンスクール
- 3月 - 終業式・卒業式

## 部活動

### 運動部
- 野球部
- サッカー部
- 陸上競技部
- 男子バスケットボール部
- 女子バスケットボール部
- バドミントン部
- 卓球部
- 柔道部
- 剣道部
- ソフトテニス部
- 男子バレーボール部
- 女子バレーボール部
- 弓道部
- ソフトボール部

### 文化部
- 美術部
- 家庭部
- 漫画研究部
- 軽音楽部
- 科学部
- 書道部
- 放送局
- 吹奏楽局
- 新聞局
- 図書局
- ボランティア局